# 선더버드-your voice-
《선더버드-your voice-》(サンダーバード-your voice-)는 2004년 8월 4일 발매한 V6의 25번째의 싱글이다.

## 설명
- CD반의 통상판, 첫회반으로 2종류, CD+DVD반의 통상판, 초회한정반으로 4가지 형태로 발매하였다.
- CD+DVD의 초회한정반은 다시 6종으로 나뉜다. 자켓마다 색깔이 다르고 선더버드의 로봇이 인쇄되어 있다.

## 수록곡

### 통상반
* CD/CD+DVD 공통
1. サンダーバード-your voice- 
  - 작사：motsu, 작곡：RAM RIDER, 편곡：RAM RIDER CREW·스즈키 마사야
  - 영화 《선더버드》 일본 개봉 더빙판 주제곡일본어 더빙판 주제가
2. Brand-New World
  - 작사：MIZUE, 작곡：오오야기 히로오, 편곡：이에하라 마사키
  - NTV 애니메이션 《이누야샤》 8대 엔딩 테마곡
3. サンダーバード-your voice-(カラオケ)
4. Brand-New World(カラオケ)

### 초회한정반
DVD
- 영화 《선더버드》예고편
- V6 더빙 현장